# Mairi's Wedding
Mairi's Wedding (poznana tudi kot Marie's Wedding) je škotska ljudska pesem, ki jo je v izvirniku, v gelščini, za Mary McNiven napisal Johnny Bannerman. Prvič je bila zaigrana leta 1935 na inštitutu Old Highlanders v Glasgowu, v angleščino pa jo je leto kasneje prevedel Hugh S. Roberton. Je tudi škotski ljudski ples.

## Besedilo
- Pesem v gelščini:

"S i mo ghaol-sa Màiri Bhàn
Màiri bhòidheach sgeul mo dhàin,
Gaol mo chridh'-sa Màiri Bhàn,
S tha mi 'dol 'ga pòsadh."
- Prevod v angleščino:

She's my darling, Fair Mary
Pretty Mary, story of my song,
Darling of my heart, Fair Mary,
And I'm going to her wedding''
- Angleška različica v uporabi:

Step we gaily on we go
Heel for heel and toe for toe
Arm and arm and row on row
All for Mairi's wedding